# Orchideenpavillon

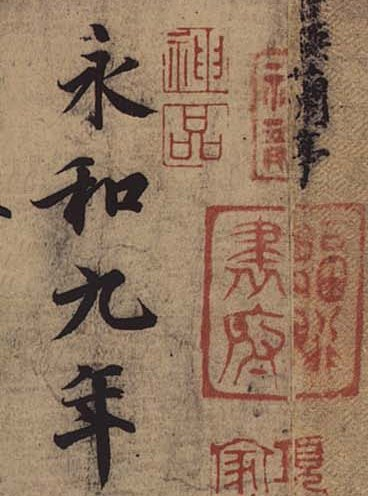
Die ersten vier Schriftzeichen des „Orchideenpavillons“: Yonghe jiu nian.

Orchideenpavillon (chinesisch 蘭亭序, Pinyin Lántíng xù) ist der Titel der berühmtesten chinesischen Kalligrafie von Wang Xizhi. Sie wurde im Spätfrühling des Jahres 353 angefertigt. An jenem Tag trafen sich Wang Xizhi und seine Freunde am Orchideenpavillon (lántíng) in Kuaiji (chinesisch 會稽, Pinyin Kuàijī) zum Dichten und Trinken. 
Die Gelehrten ließen sich am Ufer eines Baches nieder und setzten Weinschälchen ins Wasser. Derjenige, vor dem sie stehen blieben, musste ein Gedicht verfassen. Wang Xizhi verfasste aus diesem Anlass das „Vorwort zu der Zusammenkunft am Orchideenpavillon“ (chinesisch 蘭亭集序, Pinyin lántíng jí xù).
Am Abend beschloss die Gesellschaft, dass jeder Teilnehmer zum Gedenken an die Zusammenkunft ein Gedicht schreiben solle. Sechzehn von ihnen waren aber so betrunken, dass ihr Papier unbeschrieben blieb. Wang Xianzhi, der Sohn Wang Xizhis, konnte nur noch seinen Namen niederschreiben. 
Wang Xizhi schrieb sein Gedicht und fügte noch ein Nachwort an, mit dem er sein Meisterwerk schuf. Diese achtundzwanzig Zeilen hielt er bis ans Ende seines Lebens für seine schönste Kalligrafie. 
Das Lanting Xu besteht aus 324 Schriftzeichen in 28 Zeilen. Das Schriftzeichen zhī (之) kommt darin 20 Mal vor, aber keine zwei dieser Schriftzeichen sehen gleich aus. 
Wie groß die Verehrung für dieses Schriftstück war, beweist die Tatsache, dass der Kaiser der Tang-Dynastie, Tang Taizong sich mit dem Lanting Xu begraben ließ. 

## Originaltext

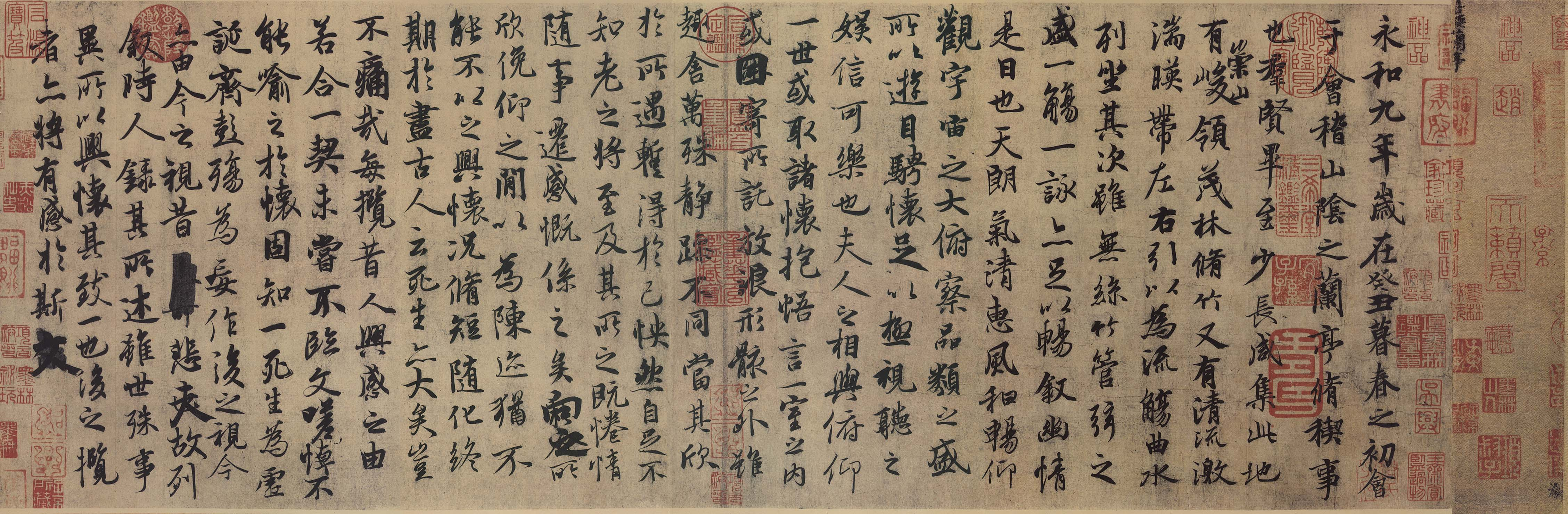
Kalligrafie des Orchideenpavillon nach Wang Xizhi

Englische Übersetzung in Wikisource:
- Preface to the Poems Composed at the Orchid Pavilion